# فرودگاه کواری
فرودگاه کواری (به انگلیسی: Coari Airport) (به زبان بومی: Aeroporto de Coari) یک فرودگاه همگانی مسافربری با کد یاتا CIZ است که یک باند فرود آسفالت دارد و طول باند آن ۱۶۰۰ متر است. این فرودگاه در کشور برزیل قرار دارد و در ارتفاع ۴۰ متری از سطح دریا واقع شده‌است.

## شرکت‌های هواپیمایی و مقصدهای پروازی
| شرکت‌های هواپیمایی     | مقصدهای پروازی             |
| --------------------- | -------------------------- |
| Total Linhas Aéreas a | ادواردو گومز، پورتو اوروکو |

a.^  Airline operating regular charter flights.